# Megválaszolatlan kérdések
A megválaszolatlan kérdések (szanszkrit: avjákrta, páli: avjákata – "feneketlen, kifejtetlen") a buddhizmusban azokra az általános filozófiai kérdésekre vonatkoznak, amelyekre Buddha megtagadta a válaszadást a buddhista szövegek szerint. A Maddzshima-nikája 2. kötetének 63. szuttája a Csúla-Málunkja-szutta, amely egy rövid kanonikus szöveg. Ez tartalmazza a "megválaszolatlan kérdéseket" és a "mérgezett nyíl" történetét, amely arra utal, hogy időpocsékolás ezekkel a kérdésekkel foglalkozni. A páli források tíz, a szanszkrit források tizennégy kérdést jelölnek meg.

## Tizennégy kérdés
Témájuk szerint a kérdések négy csoportba sorolhatóak.
Kérdések, amelyek a világ időbeli létezésére vonatkoznak
1. Örökkévaló a világ?
2. ...vagy nem?
3. ...vagy mindkettő?
4. ...vagy egyik sem?
(a páli szövegekben nem szerepel a "mindkettő" és az "egyik sem")
Kérdések, amelyek a világ térbeli létezésére vonatkoznak
5. Végtelen a világ?
6. ...vagy nem?
7. ...vagy mindkettő?
8. ...vagy egyik sem?
(a páli szövegekben nem szerepel a "mindkettő" és az "egyik sem")
Személyazonosságra vonatkozó kérdések
9. Az én megegyezik a testtel?
10. ...vagy különbözik a testtől?
A halál utáni életre vonatkozó kérdések
11. Létezik a Tathágata (Buddha) halál után?
12. ...vagy nem?
13. ...vagy mindkettő?
14. ...vagy egyik sem?

## Páli kánon
A páli kánonba tartozó Maddzshima-nikája 63  és 72  tartalmazza a tíz megválaszolatlan kérdést a helytelen nézetekről (ditthi):
1. A világ örökkévaló.
2. A világ nem örökkévaló.
3. A világ véges.
4. A világ végtelen.
5. A lélek (dzsiva) azonos a testtel.
6. Más a lélek és más a test.
7. A Beérkezett (Tathágata) létezni fog a halál után.
8. A Beérkezett nem fog létezni a halál után.
9. A Beérkezett létezni is fog, nem is a halál után.
10. A Beérkezett sem létezni, sem nem létezni nem fog a halál után.

## Az írások szerint Buddha reakciója a kérdésekre
„Ezeket a teóriákat a Magasztos nem fejtette ki, félreállította, elvetette őket: vajon a világ örökkévaló és végtelen-e, azonos-e a lélek a testtel, s létezik-e a Beérkezett a halála után. Ha a Magasztos nem fejti ki ezeket, szakítok tanításai követésével, és visszatérek a nyomorúságba. Ha pedig nem tudja, akkor csak az egyenes, ha kimondja: »Nem tudom és nem látom…«”
Mindhiába faggatták, a Buddha nem válaszolt. Ebben talán személyes hajlamoknak is szerepe lehetett: „Teóriák? Az ilyesmi, Vaccsha, tényleg távol áll a Beérkezettől.” A lényeg azonban nem ez – a metafizika teljes egészében irreleváns a buddhai Tan szempontjából:
„Ha a világ örökkévaló, akkor lehet szerzeteskedni? Ez nem igaz; avagy ha múlandó, akkor lehet? Ez sem igaz. Akármelyik nézet is a helyes, mindenképpen van születés, van öregség, van halál, s van fájdalom, siránkozás, szenvedés, bánat, csüggedés, és én azt hirdetem, ezeknek már e világon véget lehet vetni.”
Ha viszont a megváltás szempontjából közömbös a metafizika, akkor kerülendő is.

## Szabbászava-szutta
A Szabbászava-szutta (Maddzshima-nikája, 2
"Az indulatok megsemmisítése" vagy "A fekélyek eltávolítása") tartalmaz tizenhat kérdést, amelyeket Buddha szintén "oktalan gondolkodásnak" tartott, amelyek az énnel kapcsolatos nézetekhez való ragaszkodáshoz vezetnek.
1. Léteztem én régebbi korokban?
2. Nem léteztem régebbi korokban?
3. Mi voltam régebbi korokban?
4. Hogyan léteztem régebbi korokban?
5. Miből mivé lettem régebbi korokban?
6. Létezni fogok-e jövendő korokban?
7. Nem fogok létezni jövendő korokban?
8. Mi leszek jövendő korokban?
9. Hogyan fogok létezni jövendő korokban?
10. Miből mivé leszek jövendő korokban?
11. Létezem-e én?
12. Vagy nem létezem?
13. Mi vagyok?
14. Hogyan létezem?
15. Ezek az élőlények honnét jöttek?
16. És hová fognak távozni?